# Українка (місто)
Украї́нка — місто в Обухівському районі Київської області в Україні. Адміністративний центр Української міської громади.

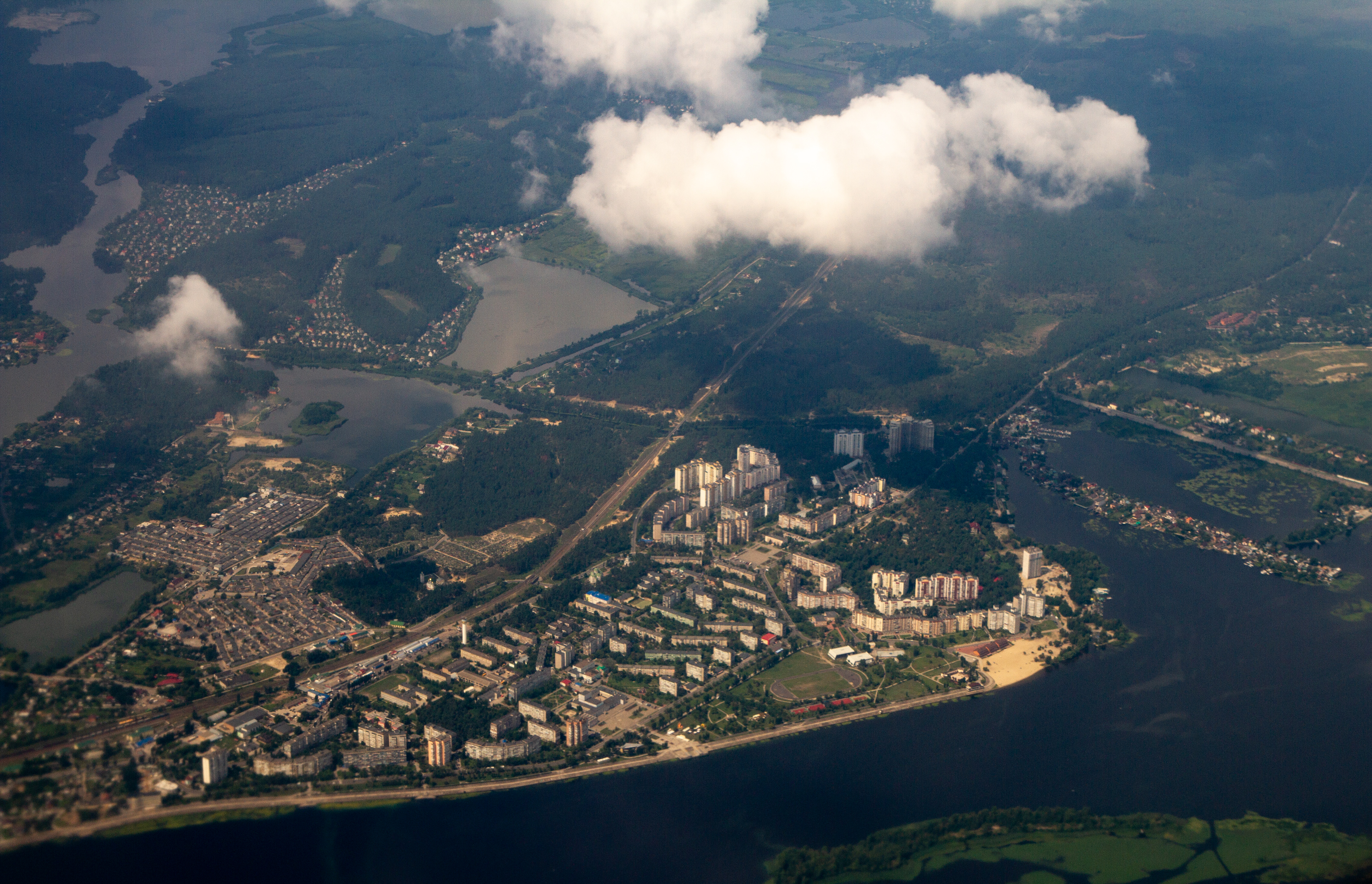
Місто з висоти пташиного польоту

У джерелах відомі такі історичні назви поселення, де зараз розташоване місто Українка — Ігнатівка, Ігнатівці, Злодіївка, Столипінці (Столипіно), з 1921 року — Українка.
На території Українки знаходився хутір Новоселиця. Поблизу міста були в напрямку Дніпра розташовувалися луки, які періодично затоплювалися водами річки навесні після танення льоду.

## Історія

### Стародавній час
На території Українки розкопано та досліджено 5 поселень часів Київської Русі.

### Литовсько-польська доба
Вперше поселення на території сучасної Українки згадується в архівах за 5 березня 1541 року з дарчої грамоти короля Сигізмунда І як село Ігнатівка, що належало зем'янці Зіновії Яцківській. Село (хуторець) розташовувалося на лівому березі річки Стугни, зі сходу межувало з Поповим полем, із півночі був ліс і шлях на Київ з Трипілля, а з заходу були луки. 1541 року Зіновія Яцківська подарувала село Видубицькому монастирю, про що підтверджувала інша грамота короля Сигізмунда такими словами: 
|  | Бил нам челом игумен… Ефрем и поведал перед нами, иж староста Черкасскій и Каневскій Остафій Дашкович на тот монастырь… придал выслугу отца своего небожчика Ивана Дашковича селище на имя Игнатовцы подле речки Стугны, а Зиновия Яцковская придала к тому ж селище на Стугне на имя Игнатово: на што от и Листы…. |

 Ігнатівці належали Видубицькому монастиреві понад сто років.

### Гетьманщина
Універсалом 1656 року гетьман Богдан Хмельницький надав село Ігнатівці (в складі Трипільського монастирського маєтку) Києво-Печерському монастирю. 1690 року митрополит Варлаам Ясинський передав Трипілля і Трипільщину (в складі якої була Ігнатівка) Києво-Софіївському кафедральному монастиреві. В 1709 році підтверджуючою грамотою гетьман Іван Скоропадський називає це поселення Злодіївкою. Про походження назви «Злодіївка» київський цивільний губернатор Іван Фундуклей пише: 
|  | В прошлом 1845 году между местечком Трипольем и деревнею Злодеевкою в 3-х верстах от Днепра, в урочище Филиповщине (Філонівщині) на возвышености горы, покрытой лесом, в 6-ти саженьях от поверхности ея, открыта пещера, которая образовалась не случайно, но была делом рук человеческих. Длиною она теперь около 14 аршин, а дальшее продолжение завалено обрушившимся сводом. Когда и кем ископана эта пещера, неизвестно. Местное предание помнит, или может быть только предполагает, что во время гайдамаччины около половины прошлого столетия, пещера эта была гнездом разбойников. Это подтверждает образом и названием ближнего селения — „Злодеевка“. |

 Ця згадка дещо підтверджує, що колись між цим поселенням і містечком Трипілля за 3 кілометри від Злодіївки була печера, де жили злодії.

### Російська імперія (XVIII—XIX сторіччя)
У складі Трипільського маєтку Злодіївка належала Києво-Софіївському монастиреві до 1787 року, коли під час секуляризації (одержавлення) монастирських земель Злодіївка стала скарбовим селом, а її селяни — державними (казенними). В 1845, 1877, 1917 роках Українка повністю затоплювалася паводками Стугни та Дніпра. 23 травня 1845 року у Трипілля прибув Тарас Григорович Шевченко. Про це він пише у повісті «Прогулка із задоволенням і не без моралі» 1858 року. До Злодіївки Шевченко переїздив поромом від Дівич-гори до Миколинків. Пором був платним, де була казенна такса, запроваджена в 1843 році. В 1866 році Злодіївка ввійшла до казенної Трипільської волості. В 1887 році в селі проживало 617 чоловік, ревізьких душ — 207. Село було причислене до приходу трипільської Миколаївської церкви. В 1900 році в Злодіївці мешкало 990 чоловік у 233 дворах, було 4 вітряки.
Головним заняттям селян було хліборобство та ходіння у Київ на «чорні» роботи. Від повітового міста (Києва) Злодіївка знаходилася за 48 верст, від залізничної станції «Васильків» — за 38, від «Трипілля» — за 2 версти, від поштово-телеграфної «Германівки» — за 27. У села числилося 1067,90 десятин землі, що належала колишнім державним селянам. Господарство велося за трипільською системою. В селі були 4 вітряних млини (вітряки), що належали селянам, які на них працювали.

### Новітня доба (ХХ—XXI сторіччя)
1912 року Злодіївка була перейменована у Столипіно, як хутірське поселення. Тоді ж через село почали сипати насип під залізницю «Київ - Обухів - Германівка», але закінчити будівництво зашкодила Перша світова війна. Тим насипом пізніше пролягла нинішня залізниця. В лютому 1918 року була встановлена окупаційна Радянська влада. Першим головою сільської Ради був Литвиненко Петро Лукич. Під час революційних і національно-визвольних змагань широких масштабів у Київській губернії набув рух повстанських селянських загонів зелених, яких очолював трипілець, отаман Данило Зелений. В 1919 році біля села точилися жорстокі бої між більшовицькими військами і військами отамана Зеленого. В 1921 році Столипіно/Злодіївку перейменували в Українку.
1923 року в Українці проживало 1219 осіб. В 1930 році в Українці організовано колгосп «Українець». Першим головою колгоспу був Великорог Василь Степанович, потім Чернишов Василь Петрович, Андрій Солоха, Дем'яненко Рудик Семенович, Харченко Юхим, Федченко Михайло. Головами сільради до війни були: Шинкаренко Свирид, Великорог В. С., Семоненко, Харченко Юхим Васильович. В кінці 1934 року колгосп перейменовано з «Українця» в колгосп ім. Кірова. Місцем жорстоких боїв була Українка і на початку Німецько-радянської війни, входячи до Трипільського оборонного плацдарму: у серпні 1941 року тут три тижні радянські воїни стримували німецькі війська, що стрімко просувалися до Києва. Німці в Українку зайшли 24 серпня 1941 року. Під час війни загинуло 60 жителів Українки. 8 листопада 1943 року після кількаденних боїв 722-й і 748-й полки 206-ї стрілецької дивізії (комдив Н. А. Іванченко) при взаємодії з військами 337-ї СД (комдив Г. О. Ляскін) 27-ї армії (командарм С. Г. Трофименко) Першого Українського фронту (командувач Микола Ватутін) знову зайняли Трипілля та Українку і відновили сталінський режим.
В 1946 році у селі була сильна посуха, а у 1947 рік голод. 1950 року при укрупненні колгоспів, артілі Трипілля та Українки об'єдналися в одне господарство ім. Кірова. В 1952 році вони розукрупнилися. В червні 1962 року трипільський колгосп об'єднався з колгоспом Українки в об'єднане колективне господарство «Дружба» (з 1964 року — «Придніпровський»), до якого в лютому 1966 року приєднався колгосп села Щербанівка. Після війни головами сільської, а потім відповідно селищної та міської ради були: Вакуленко Варвара Володимирівна, Гарбуз Ілля, Гуріненко Олекса Григорович, Московкіна Марія Василівна, Овчаренко Микола Якович, Сокол Андрій Дмитрович, Шинкаренко Тимофій Тимофійович, Сукачівський Іван Ількович, Топчій Іван, знову Сокол Андрій Дмитрович, Литвинеко Розалія Устимівна, Черниш Василь Онуфрійович, Гошовська Юлія Миколаївна, Зоря Валентина Іонівна, Ярмак Іван Наумович, Козирєв Павло Генріхович.

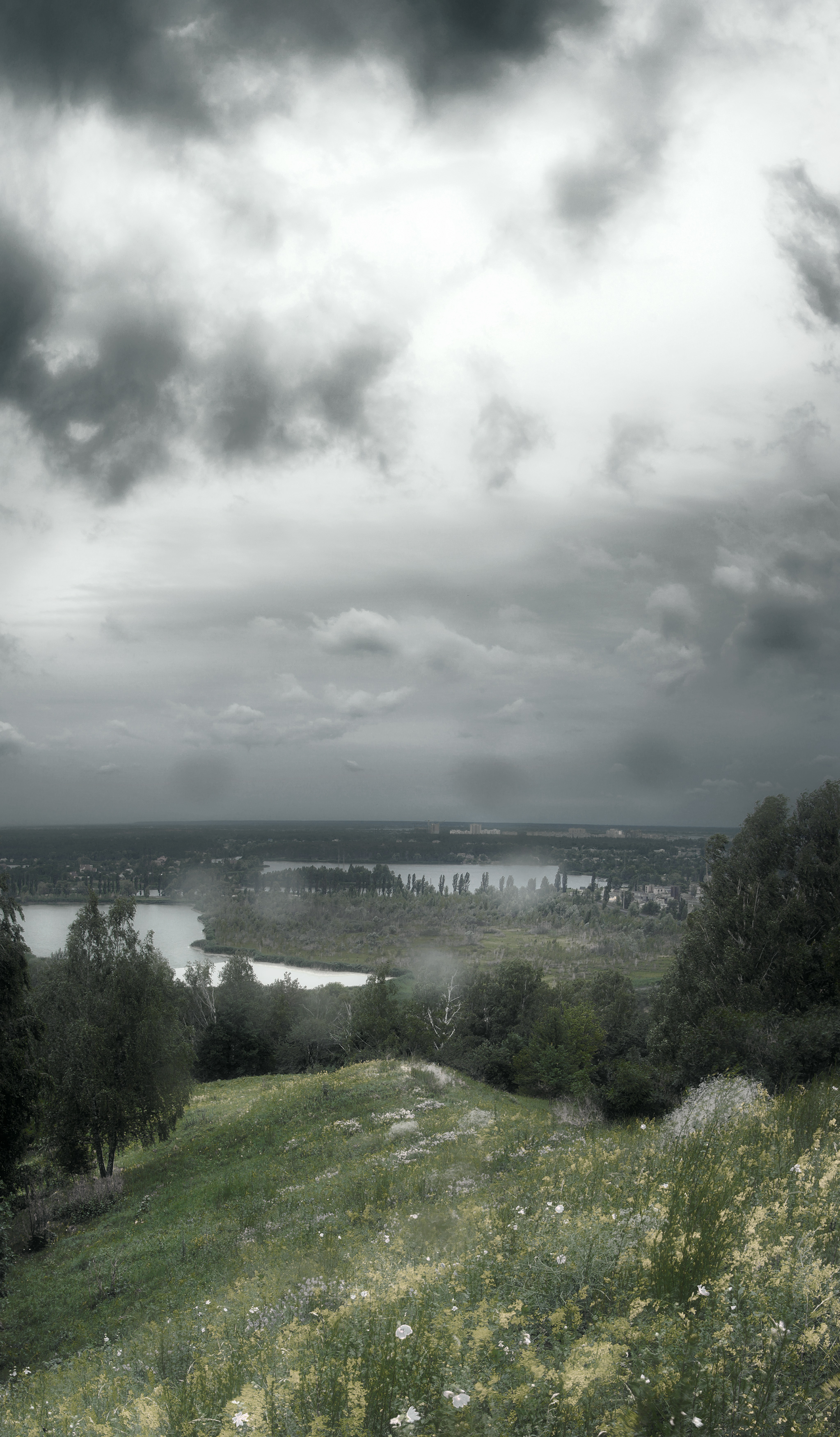
Заказник «Стугна» (ліс ліворуч на півострові)

Визначальний вплив на розвиток Трипілля і Старої Українки мало спорудження в 1960-х — 1970-х роках на їх територіях Трипільської теплової електростанції (ТЕС) і міста трипільських енергетиків — Українки. 1962 року на правому березі Дніпра біля села Трипілля було затверджено майданчик під будівництво теплової електростанції, перший енергоблок якої запустили 22 квітня 1969 року. У вересні 1972 року став до ладу останній шостий енергоблок і потужність Трипільської ТЕС досягла проектної величини 1800 МВт. 
За подальші роки дуже змінився вигляд поселення, зникли назви більшості хуторів, змінилися назви вулиць. Хутір Шиловшина — були вулиці ім. Чапаєва, Гагаріна, Шевченка перейменовано в 2000 році на вулицю Богдана Хмельницького. Хутір Загребля — вул. ім. Кірова, тепер Загребельна. Хутір Гуренівка — знесений повністю. Хутір Миколинки — вул. Пушкіна та Наддніпровська, тепер вул. Дніпровська. Хутір Граби — вул. Залізнична, пров. Молодіжний та вул. Комарова — тепер вул. Південна. Хутір Новоселиця — вул. Комарова, тепер Надозерна. Хутір Ігнатівка знесений повністю вже давно, при укрупненні сіл. Хутір Бондарі — вул. Горького, тепер вул. Ігнатівська. Хутір Дубина — вул. Леніна, тепер вул. Вишнева. Гирло річки Стугни було переведено на західну околицю села. На захід від міста розташований лісовий заказник «Стугна». До складу міста увійшли всі хутори Старої Українки і Нова Українка, а також село Плюти, підпорядковане Українській міській раді. Протягом 1969—1983 рр. у місті жив і творив український письменник, лауреат Державної премії ім. Лесі Українки Василь Васильович Чухліб. Саме в Українці він написав такі книги, як «Червоні краплини вишень» (1975), «Хто встає раніше» (1976), «Безкозирка» (1979), «Тарасикова знахідка» (1980), «Чи далеко до осені» (1981) та «Пісня тоненької очеретини» (1983). На будинку, де проживав В. Чухліб встановлена меморіальна дошка роботи скульптора М. Горлового.
19 листопада 1979 року селище Українку було віднесено до групи міст районного підпорядкування. Головами Українківської міської ради до 2000 року були: Р. У. Литвиненко, Ю. М. Гошовська (Тисовська), В. І. Зоря, І. Н. Ярмак. З 1982 року місто Українка має залізничне сполучення з Києвом. Активізація політичного життя в країні наприкінці 1980-х років вплинула на Українку. Відразу після створення в Обухові у березні 1989 року одної з найперших в Україні районної організації Народного руху, в Українці була створена міська організація, головою якої став О. Ф. Драндар. Разом з ним упродовж багатьох років працювали, боролися за Незалежність і зміцнення Української Державності В. І. Степанюк, О. Б. Донськой, А. Д. Парфенюк, В. В. Дідковський, Р. Г. Іванців, М. П. Бойко, П. С. Цехош, І. С. Шамлицький, В. Є. Доценко, І. Л. Наджос, Г. І. Денисенко, Г. П. Войшицький, В. П. Кордан, П. А. Мариниченко, Т. М. Худолій та багато інших. 1991 року — розпочалося будівництво церкви ікони Божої Матері «Несподівана радість» Київського Патріархату — священик Ткачук Михайло Васильович. 1999 року стара Українка відсвяткувала 450-річчя, а місто Українка — 30-ліття. З 2000 року в місті діє Свято-Миколаївська церква Української Православної Церкви (Московського патріархату), настоятель храму — протоієрей Ігор Кук. 2002 року — обраний до міської ради перший голова у ІІІ тисячолітті — Козирєв Павло Генріхович. 22 червня 2002 року — вийшов перший пробний номер газети «Дніпровський проспект» або «Дні-Про» у місті Українка. 1 червня 2009 року у місті Українка офіційно проживало 15050 осіб, хоча фактично проживало більше 17 000.

### Міська влада постмайданної доби
Революція гідності та прихід до влади в Україні політиків постмайданного призову, призвели до суттєвих політичних змін у владі Київської області й зокрема у місті Українка. Багаторічний міський голова — Павло Козирєв, добровільно подав у відставку і з осені 2017 року місто лишилося без легітимного керівництва. Верховна Рада України не спромоглась призначити позачергові вибори міського Голови міста Українка. Не вдалося провести також вибори до об'єднаної територіальної громади, які передбачали об'єднання Українки, с. Трипілля та ще кількох адміністративних одиниць навколо. У Міській раді Українки, яка налічує 26 депутатів, відповідно до Законів України: «Про місцеве самоврядування в Україні» та «Про статус депутатів місцевих рад», було обрано секретаря міської ради — в.о. міського Голови, цю посаду протягом півтора року до грудня 2018 року, посідала — Катерина Проценко, депутат міської ради, обрана від партії Наш край. Після її відставки за власним бажанням, в результаті перевиборів секретаря міської ради, які відбулися 14 листопада 2018 року, на цю посаду було обрано Тетяну Кучер, депутата від партії Укроп, яка, після семимісячного перебування на своїй посаді, втратила легітимність у результаті непроходження процедури спецперевірки і у зв'язку з відповідним приписом Національного Агентства запобігання корупції (НАЗК)

## Населення

### Національний склад
Національний склад населення за даними перепису 2001 року:
| Національність  | Відсоток |
| --------------- | -------- |
| українці        | 77.78%   |
| росіяни         | 19.85%   |
| білоруси        | 0.92%    |
| поляки          | 0.21%    |
| татари          | 0.21%    |
| вірмени         | 0.11%    |
| інші/не вказали | 0.92%    |
| Усього          | 100%     |

### Мовний склад
Розподіл населення за рідною мовою за даними перепису 2001 року:
| Мова            | Кількість | Відсоток |
| --------------- | --------- | -------- |
| українська      | 9950      | 71.18%   |
| російська       | 3935      | 28.15%   |
| білоруська      | 34        | 0.24%    |
| вірменська      | 11        | 0.08%    |
| румунська       | 4         | 0.03%    |
| інші/не вказали | 44        | 0.32%    |
| Усього          | 13978     | 100%     |

## Географія

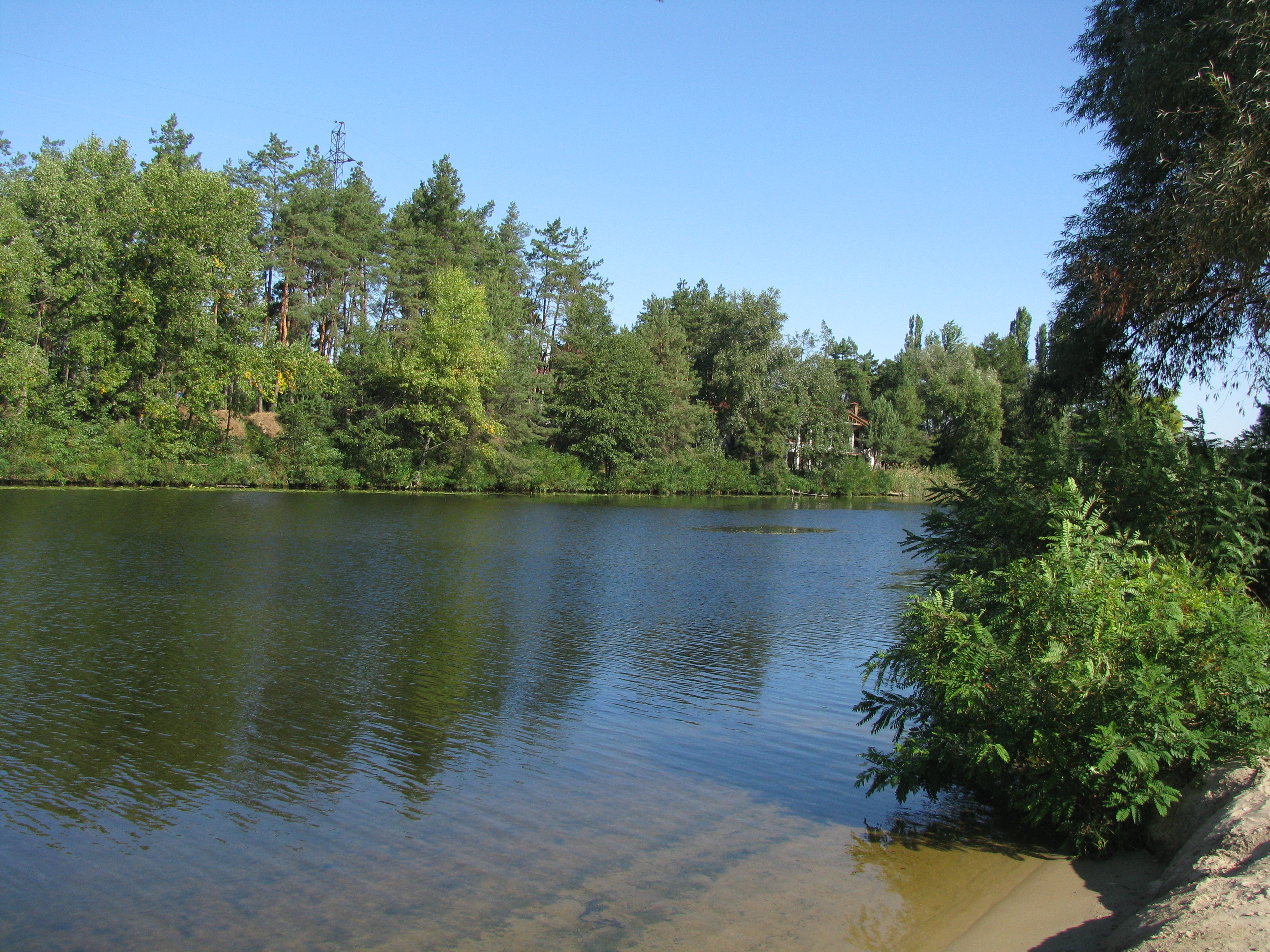
Стугна біля міста Українка

Українка є містом районного значення Обухівського району Київської області, яке розташоване нижче Києва на відстані 40 км по Дніпру і за 5 км від автомагістралі Київ -Донецьк. Місто розташоване у центральній частині Київської області на правому березі річки Дніпро, південно-східніше від міста Київ. Рельєф міста в основному рівнинний, але в значній мірі розчленований ярами та балками, що характерно для південних околиць Українки. На межі між селом Трипілля і околицями міста, підіймається Дівич-гора. На півдні і сході місто оточують річки Козинка та Стугна, які впадають у Дніпро. Стугна протікає новим штучним руслом, яке створено у зв'язку з будівництвом Трипільської ТЕС.
Стугна відрізняється від річки Дніпро тим, що менше зацвітає в кінці літа, а також відсутністю великої кількості водоростей на центральному пляжі (на дніпровському пляжі такі водорості є).  Управління містом здійснює Українська міська рада, що є органом місцевого самоврядування, якому адміністративно підпорядковано село Плюти. Сусідніми населеними пунктами є місто Обухів, селище Козин та село Трипілля. Площа території міської ради становить 4884 га, з них площа міста Українка — 907 га, а площа села Плюти — 396 га. Територія баз відпочинку за межами міської зони — 56 га (на берегах річок Козинка, Стугна, берегах Канівського водосховища розміщено 15 рекреаційних установ (бази відпочинку, молодіжні та дитячі табори, яхт-клуби) загальною місткістю — 2 тис. місць). 73 га в межах генплану займають колективні дачі, з яких 35 га розміщені на березі Канівського водосховища, 38 га — на березі річки Стугна.

## Транспорт

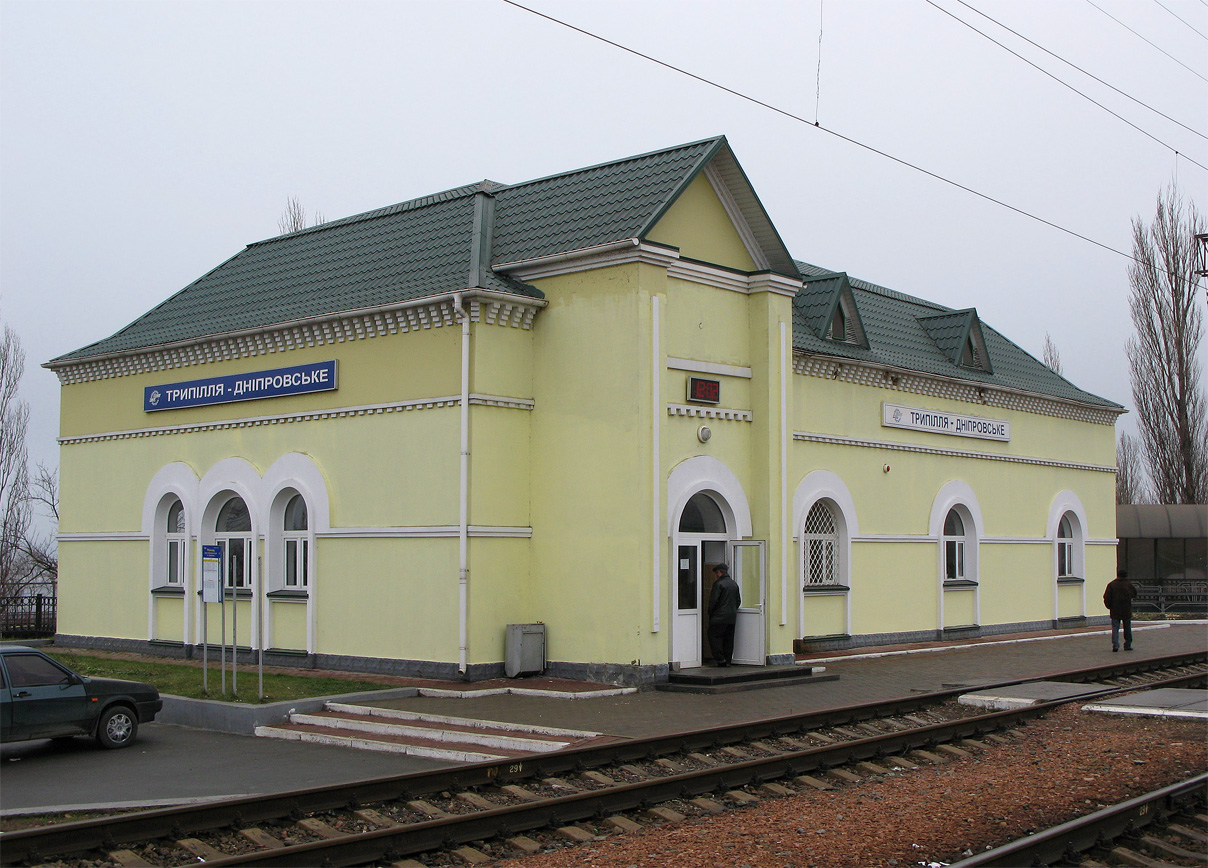
Вокзал ст. Трипілля-Дніпровське

Маршрутне сполучення між Українкою та Києвом здійснюється під номером 313. Також є опція голосувати 'на попутку' на повороті на площі Т.Г. Шевченка.
До Українки ходять приміські поїзди «Київ-Миронівка через Трипілля». У Києві на них можна сісти на північній платформі головного вокзалу, Видубичах-Трипільських та проспекті Науки. Кількість електропоїздів суттєво зменшилась в порівнянні з 2000-ми роками, наразі їх лише 3 на добу. В Українці є одразу дві зупинки: посадкова платформа «Стугна», яка оточена з двох сторін лісовим масивом та повноцінна станція-вокзалом «Трипілля-Дніпровське», яка знаходиться на околиці міста та межує з селом Трипілля.
До розкладу електричок пристосований автобус до Обухова (№ 3), а також кілька прямих рейсів автобуса до Києва.
Також планується будівництво мосту через річку Дніпро, як частини нової обхідної дороги Києва.

## Культура

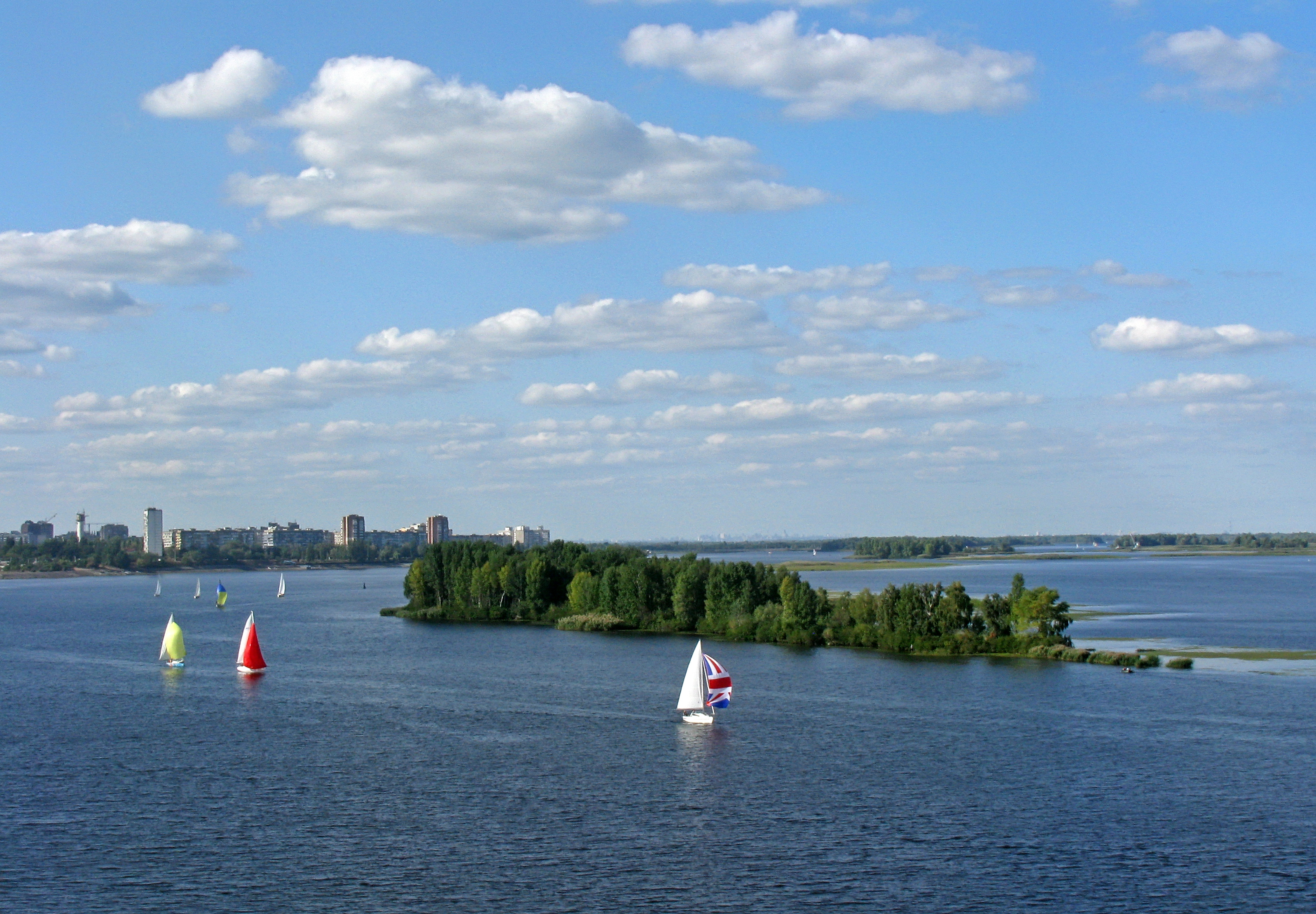
Вітрильна регата, Українка

Щороку в Українці проводиться кілька культурних фестивалів: «Фестиваль дворів», фестиваль гітаристів «Дніпровські сузір'я», міжнародний фестиваль короткометражного кіно та відеоарту «VAU-Fest», рок-фестиваль «Dnepr-Rock-Energy», молодіжний реп-фестиваль «Rap eat sayshen». Також влітку 2012 року пройшов благодійний рок-фестиваль «Go, go skate fest» в підтримку будівництва скейт-парку в місті, який пізніше у цьому ж році було визнано, як «Молодіжна подія року».

## Відомі люди
- Скачко Віталій Петрович- Начальник ДЛ БМУ Трипільської ТЕС, “Заслужений будівельник СРСР”.
- 2015, 10 березня тут пішов з життя Станіслав Мельник, депутат V. і VI. скликань, член Партії регіонів;
- Рачинський Олександр Григорович (1979—2014) — капітан Збройних сил України, учасник російсько-української війни 2014—2017;
- Чухліб Василь Васильович (1941—1997) — дитячий письменник, журналіст, громадський діяч.
- Чухліб Тарас Васильович (1966) — доктор історичних наук, заслужений діяч науки і техніки України.
- Хижняк Антоніна Валеріївна (1990) — українська акторка театру, кіно та дубляжу.
- Кулаков Ігор Володимирович (1974) — журналіст і письменник.

## Місто-побратим
- Бітоу, Південно-Африканська Республіка[15]

## Цікаві факти
Саме місто Українку могли так не назвати. Цьому передувала цікава історія. Якось, на початку будівництва електростанції, приїхали вповноважені особи з ЦК, щоб ухвалити рішення про назву міста. Один з посадових осіб наполягав на назві «Обухів-2», аргументуючи це майбутнім з'єднанням міст. Депутат сільради Філоненко з секретарем сільської ради Гориненком дуже заперечували. А представник ЦК дав їм завдання написати десь двадцять варіантів назв для міста, а те, яке їм найбільш подобається, підкреслити. І вони сиділи вечорами, видумуючи назви. Придумали два десятка назв, з яких підкреслили ту, що прийшла в голову першою — «Українка». Й незабаром отримали депешу з ЦК, щоб ці шість хуторів і Нову Українку, яка будувалась, назвати селищем Українкою. На жаль, до справи назви майбутнього міста не були залучені фахівці-філологи. Сама по собі красива назва створила певні труднощі для використання похідних від назви міста слів. Скажімо, якщо назву «Українська міськрада» ще можна якось зрозуміти, навіть, за межами Українки, то «Українська школа мистецтв», навіть, у межах міста може сприйматися як назва закладу не менш ніж державного масштабу. Тому, нерідко у даному випадку вживають форму «українківська», що чітко належить до назви саме міста, а не держави чи мови.
25 жовтня 2020 року в Українці проходили вибори міського голови. Оскільки кількість виборців у місті менша за 75 тисяч, вибори повинні були пройти в один тур. Але вперше в історії України кандидати на міського голову набрали однакову кількість голосів (по 1233). Тому згідно законодавства призначено другий тур, який відбувся 15 листопада 2020 року. У другому турі міських виборів в Українці переміг кандидат від партії "Європейська Солідарність" Олександр Туренко, який набрав 51,5%. [Архівовано 1 грудня 2020 у Wayback Machine.]